# آرمسترانگ کریک (کامیونیتی)، ویسکانسین
آرمسترانگ کریک (به انگلیسی: Armstrong Creek) یک منطقهٔ مسکونی در ایالات متحده آمریکا است که در آرمسترانگ کریک واقع شده است. آرمسترانگ کریک ۴۶۳٫۰ متر بالاتر از سطح دریا واقع شده است.